# Prosopocera infragrisea
Prosopocera infragrisea là một loài bọ cánh cứng trong họ Cerambycidae.